# Citarabină
Citarabina este un agent chimioterapic utilizat în tratamentul unor cancere. Calea de administrare disponibilă este cea injectabilă (intravenos, intratecal, subcutanat).
Molecula a fost patentată în 1960 și a fost aprobată pentru uz medical în anul 1969. Se află pe lista medicamentelor esențiale ale Organizației Mondiale a Sănătății.

## Utilizări medicale
Citarabina este utilizată în tratamentul:
- leucemiei mieloide acute (LMA)
- leucemiei limfoblastice acute (LLA)
- leucemiei mieloide cronice (LMC)
- limfoamelor non-Hodgkin

Prezintă și activitate antivirală, dar nu este foarte selectivă.

## Mecanism de acțiune
Citarabina este un analog de citozină, acționând ca antimetabolit. Este un antineoplazic  specific  pe  faza  ciclului  celular,  care  poate  afecta  numai  celulele  în  cursul fazei S a diviziunii celulare. Este metabolizată intracelular la ciotarabină-5’-trifosfat, care se incorporează în molecula de ADN.